# KEN☆Tackey
 KEN☆Tackey（ケンタッキー）は、舞台『滝沢歌舞伎』から結成された三宅健と滝沢秀明による2018年結成の日本の男性アイドルデュオ。同年7月18日にavex traxから発売されたデビューシングル「逆転ラバーズ」は、オリコン週間1位を獲得。所属事務所はジャニーズ事務所。

## メンバー
- 三宅健（みやけ けん、1979年7月2日（45歳） - 、神奈川県出身、O型）
- 滝沢秀明（たきざわ ひであき、1982年3月29日（43歳） - 、東京都出身、A型）

## 来歴
滝沢秀明が2006年より主演・演出を務める舞台『滝沢歌舞伎』に、2016年から3年連続で三宅健がゲスト出演したことで結成。ユニット名は、2016年1月に行われた製作発表での三宅の発言「ケン&タッキーというおいしい関係になれたら」にちなむ。この発言がきっかけとなり同年4月、2人はケンタッキーフライドチキンのCMに出演。ファンから「ケンタッキーコンビ」と称されるようになる。
また同時期に行われた『滝沢歌舞伎2016』の取材会にて2人は、滝沢作曲・三宅作詞の楽曲「LOVE」でのCDデビューに意欲を見せ、さらに同舞台では2016年から「浮世艶姿桜」、2017年から「蒼き日々」などの楽曲を披露。これら3曲の持ち歌がある2人のCDデビューがファンから待望され、2018年に実現することとなった。
2018年4月5日、三宅の3年目の出演となる『滝沢歌舞伎2018』上演初日、公開ゲネプロ後の記者取材にて、滝沢と三宅がユニット「KEN☆Tackey」(読み：ケンタッキー)を結成し、新曲「逆転ラバーズ」のリリースを発表。初日舞台で初披露されたサビの歌詞「Can touch it! Can touch it! Can take it!」は「ケンタッキー、ケンタッキー、ケンタッキー」と聞こえるように歌唱されており、また取材では5月下旬からケンタッキーフライドチキンのCMに再出演することも発表された。同日中にユニットの公式ホームページを開設。5月13日の『滝沢歌舞伎2018』新橋演舞場公演千秋楽にて、デビュー日が7月18日に決定したことが明かされる。
しかし、2018年9月13日に滝沢が同年をもって芸能活動を終了することを発表。これに従い、同ユニットも事実上の活動終了となった。

## デビュー曲
「逆転ラバーズ」（ぎゃくてんラバーズ）は、Ken☆Tackeyの最初で最後のシングルである。2018年7月18日にavex traxよりリリースされた。

### プロモーション
2018年5月31日から前述のケンタッキーフライドチキンのCMが放映開始。2人は『滝沢歌舞伎2018』の公演の合間に撮影を行い、「逆転ラバーズ」はそのCMソングに起用された。合わせてCDジャケットとして、赤い衣装を着用した2人の写真を公開。”赤”は楽曲のテーマカラーであり、ユニットのキーカラーである。
CD発売前からジャケットのビジュアルに関して「美しすぎる」とSNS上で話題になったことや、KEN☆Tackeyが表紙を飾り、巻頭特集された雑誌『TVガイドPERSON』vol.71（東京ニュース通信社）がシリーズで初めてオリコン・BOOKランキングのTOP3入りしたことも話題となった。

### 音楽性と歌詞
楽曲は2人の希望により、多数の候補曲の中から”ジャニーズの王道”の、”キャッチーで振り切った”、”インパクトがある曲”として選ばれた。テーマは「女性の強さ」「結局男性は女性に守られている」「女性から元気をもらって笑顔になる」であり、その歌詞は女性への敬意を表している。なお先述のとおり、サビの歌詞「Can touch it! Can touch it! Can take it!」は「ケンタッキー、ケンタッキー、ケンタッキー」というユニット名の”空耳”が聞こえるように歌唱されている。

### ミュージック・ビデオ
ミュージック・ビデオ（以下、MV）では「真っ直ぐな愛」を表現しており、”赤”とその反対色の”黒”の衣装が入れ替わったり、曲中に逆再生が起こるなど、楽曲タイトルにちなんだ”逆転”の要素が織り交ぜられている。またユニット名にちなんでニワトリの鶏冠をモチーフにした振付けがされている。出演者はKEN☆Tackeyの2人に加え、Snow Man（岩本照、深澤辰哉、渡辺翔太、宮舘涼太、佐久間大介、阿部亮平）、林翔太、目黒蓮、影山拓也、椿泰我、関西ジャニーズJr.（向井康二、藤原丈一郎、大橋和也、正門良規、草間リチャード敬太、末澤誠也）の16名。
MVは6月9日からエイベックスの公式YouTubeにて公開されたほか、カラオケの「LIVE DAM STADIUMシリーズ」にて7月18日より配信された。またCDの初回盤付属のDVDに収録される。

### 収録内容
7月18日、初回盤A、初回盤B、通常盤の3形態でCDを発売。それぞれに予約特典としてポストカード（セブンネットではステッカー）と、動画視聴可能なシリアルナンバーが付帯し、3形態同時予約するとVRコンテンツが付与される。また6月4日 – 30日に行われた『滝沢歌舞伎2018』御園座公演では、会場予約特典としてオリジナル・ポストカードが配布された。
カップリング曲には、『滝沢歌舞伎』で2人が披露した「浮世艶姿桜」、「蒼き日々」、「LOVE」、そして初出となる新曲「アイシテモ」が収録される。
1. 逆転ラバーズ
作詞：岡嶋かな多, Hayato Yamamoto、作曲：原田卓也, Christofer Erixon、編曲：CHOKKAKU
  - 楽曲は全形態に、【Music Video】は初回盤Aに、【Dance Video】は初回盤Bに収録。
2. アイシテモ
作詞：AKIRA（PALM DRIVE）、作編曲：今井了介, 久保田真悟
  - 楽曲は初回盤A, Bに、【Dance Video】は初回盤Bに収録。
  - TV番組『ザ少年倶楽部プレミアム』2018年7月放送分にて初披露。振付けはBE BOP CREWのYOSHIEが担当[21]。
3. 浮世艶姿桜
作詞作曲編曲：ats-
  - JASRAC作品コード：220-0064-0。楽曲は通常盤に、【Dance Video】は初回盤Aに収録。
  - 【Dance Video】には『逆転ラバーズ』MVと同じく、三宅健、滝沢秀明、Snow Man（岩本照・深澤辰哉・渡辺翔太・宮館涼太・佐久間大介・阿部亮平）、林翔太、目黒蓮、影山拓也、椿泰我、関西ジャニーズJr.（向井康二・藤原丈一郎・大橋和也・正門良規・草間リチャード敬太・末澤誠也）が出演[22]。
4. 蒼き日々
作詞作曲：町屋、編曲：CHOKKAKU
  - JASRAC作品コード：228-2834-6。楽曲は通常盤に、【Dance Video】は初回盤Aに収録。
  - 【Dance Video】には三宅健、滝沢秀明に加えて、Snow Man（岩本照・深澤辰哉・渡辺翔太・宮館涼太・佐久間大介・阿部亮平）が出演[22]。
5. LOVE
作詞：三宅健、作曲：滝沢秀明、編曲：川端正美, 佐藤泰将
  - JASRAC作品コード：220-0055-1。楽曲は通常盤に収録。
  - 『滝沢歌舞伎2016』にて初披露。滝沢が作曲、三宅が作詞を手掛けており「身近な人への愛や感謝」を歌っている[5]。CD化に際して、舞台では披露されなかったDメロの歌詞が新たに書き下ろされた[23]。

### チャート成績
Billboard JAPANのチャートによると、週間シングル・セールス・チャートで初週累計93,139枚を売上げ1位、ルックアップ（CD読込み）で1位となり、JAPAN Hot 100総合首位を獲得。オリコンチャートでは初週10.4万枚を売上げて1位を獲得した。また累計出荷枚数が10万枚を超えたため、日本レコード協会から2018年7月度のゴールドディスクに認定されている。

## 出演

### CM
- KFCコーポレーション「カーネルボックス」『PRESENTATION』篇（2018年5月31日 - 7月22日[26]）[4]